# Hartmut Skerbisch

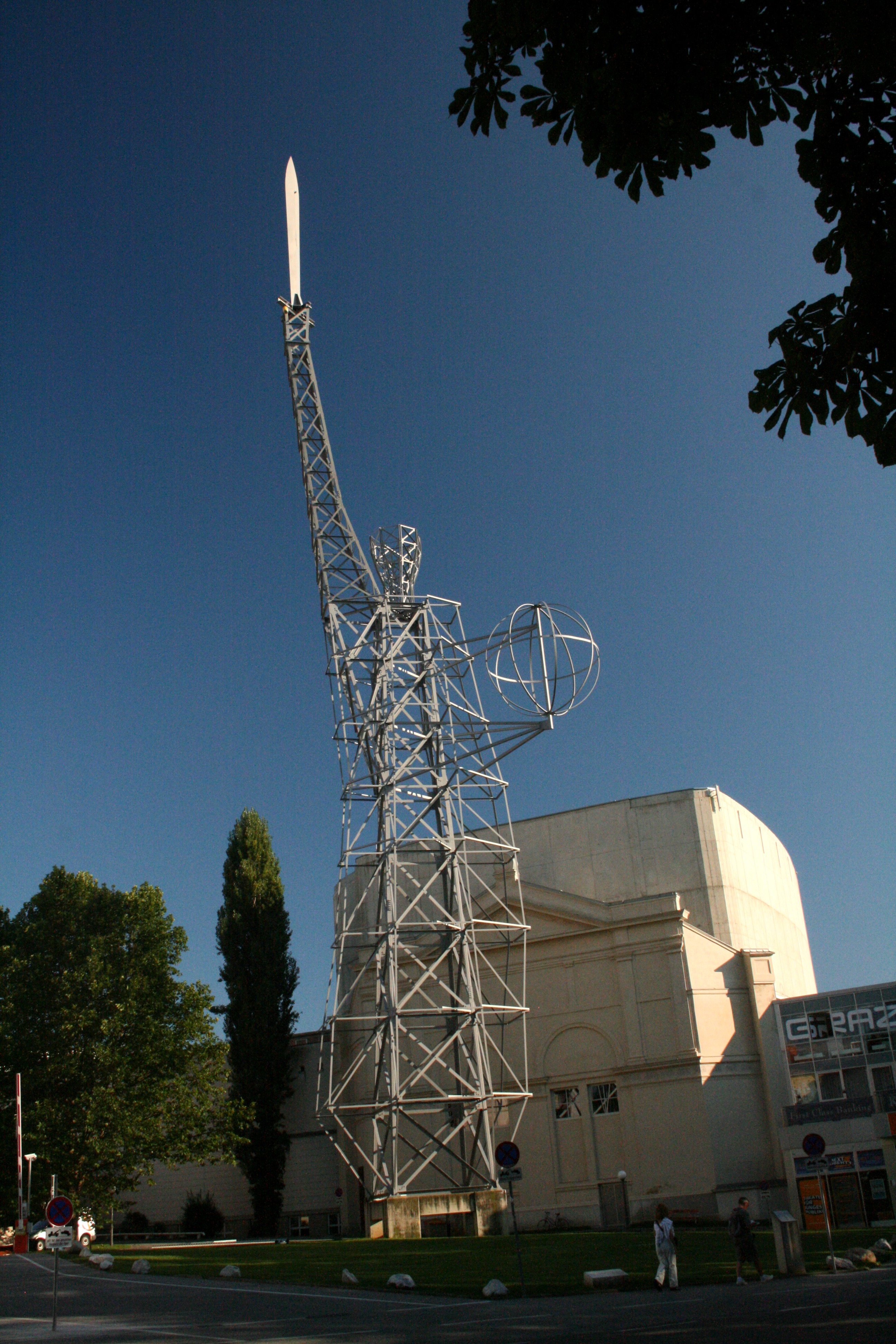
Lichtschwert in Graz

Hartmut Skerbisch (Ramsau am Dachstein, 1945 – Kalsdorf bei Ilz, 3 april 2009) was een Oostenrijkse beeldhouwer, installatie- en conceptuele kunstenaar.

## Leven en werk
Skerbisch studeerde architectuur aan de Technische Universiteit van Graz. In 1969 schiep hij met Horst Gerhald Habel het conceptuele werk Putting Allspace in a Notshall naar een citaat uit Finnegans Wake van de Ierse schrijver James Joyce. Skerbisch werkte met licht, video en sculpturale elementen.
De kunstenaar bewoonde zijn laatste jaren Schloss Kalsdorf in Kalsdorf bei Ilz. Hij stierf in 2009 na een lang ziekbed.

## Werken in de openbare ruimte
- Brunnen, Südtirolerplatz in Graz
- Lichtschwert (1992/94), bij de Grazer Oper aan de Opernring in Graz
- Solarbaum (1998) in Gleisdorf
- 3D Fraktal 03/H/dd (2003) in het beeldenpark Österreichischer Skulpturenpark in Unterpremstätten
- Gartenlabyrinth (2004/07)[1] in het Dr. Schlossar Park in Graz
- Sphäre (2005)[2], Schloss Kalsdorf

## Fotogalerij

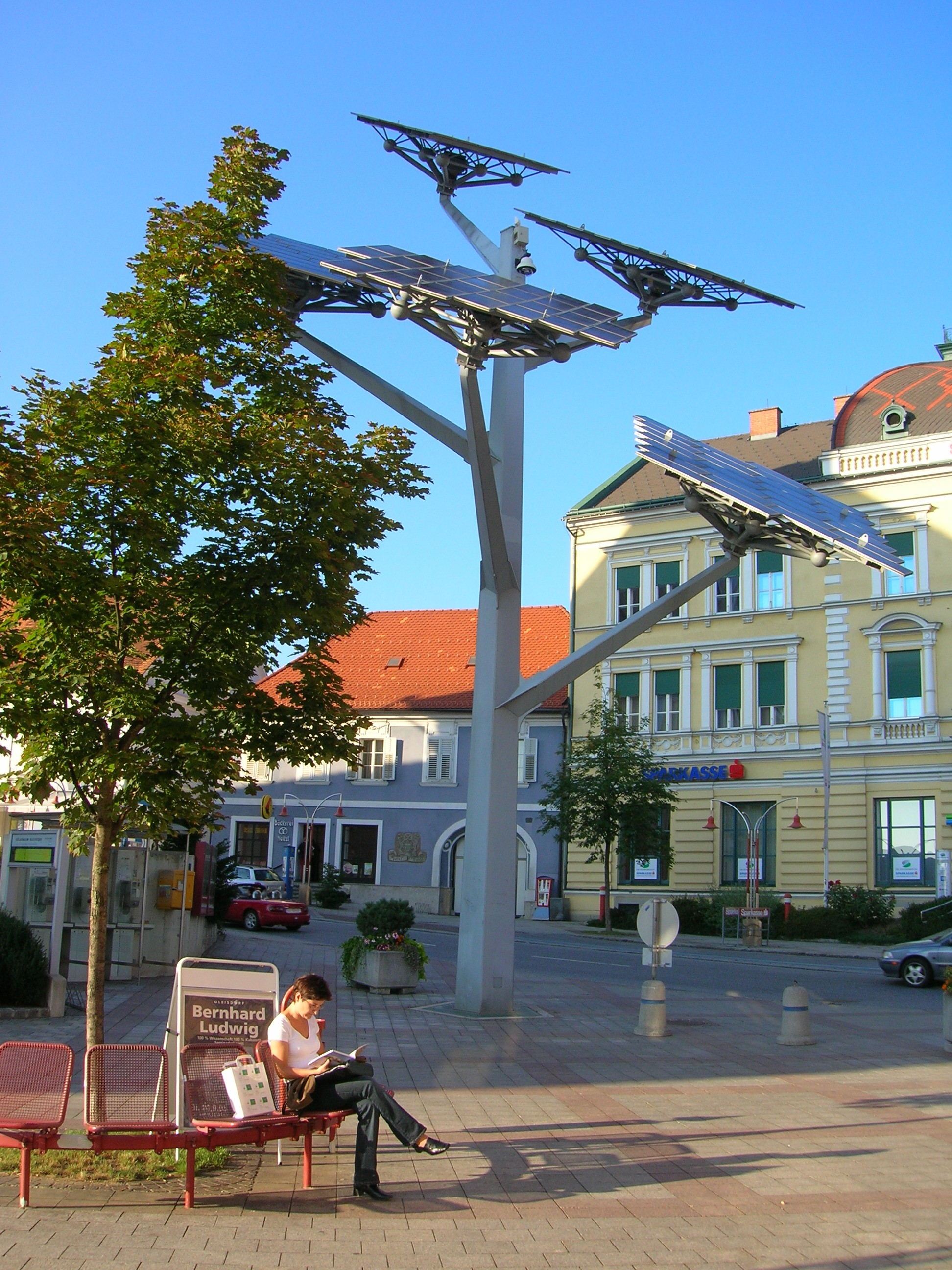
Solarbaum in Gleisdorf
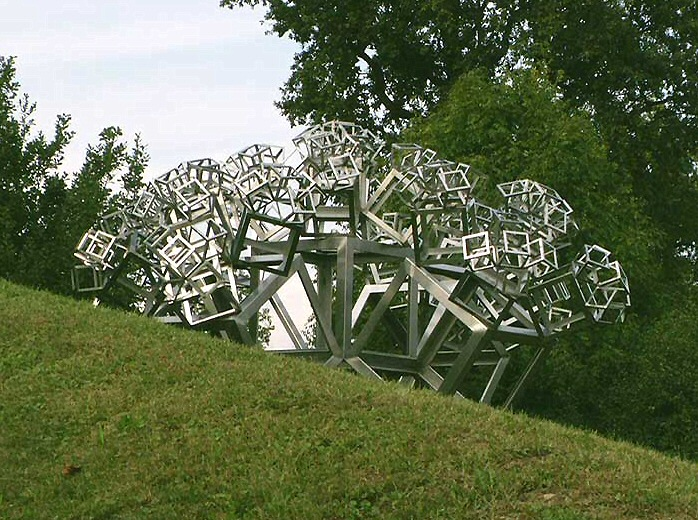
3D Fraktal 03/H/dd
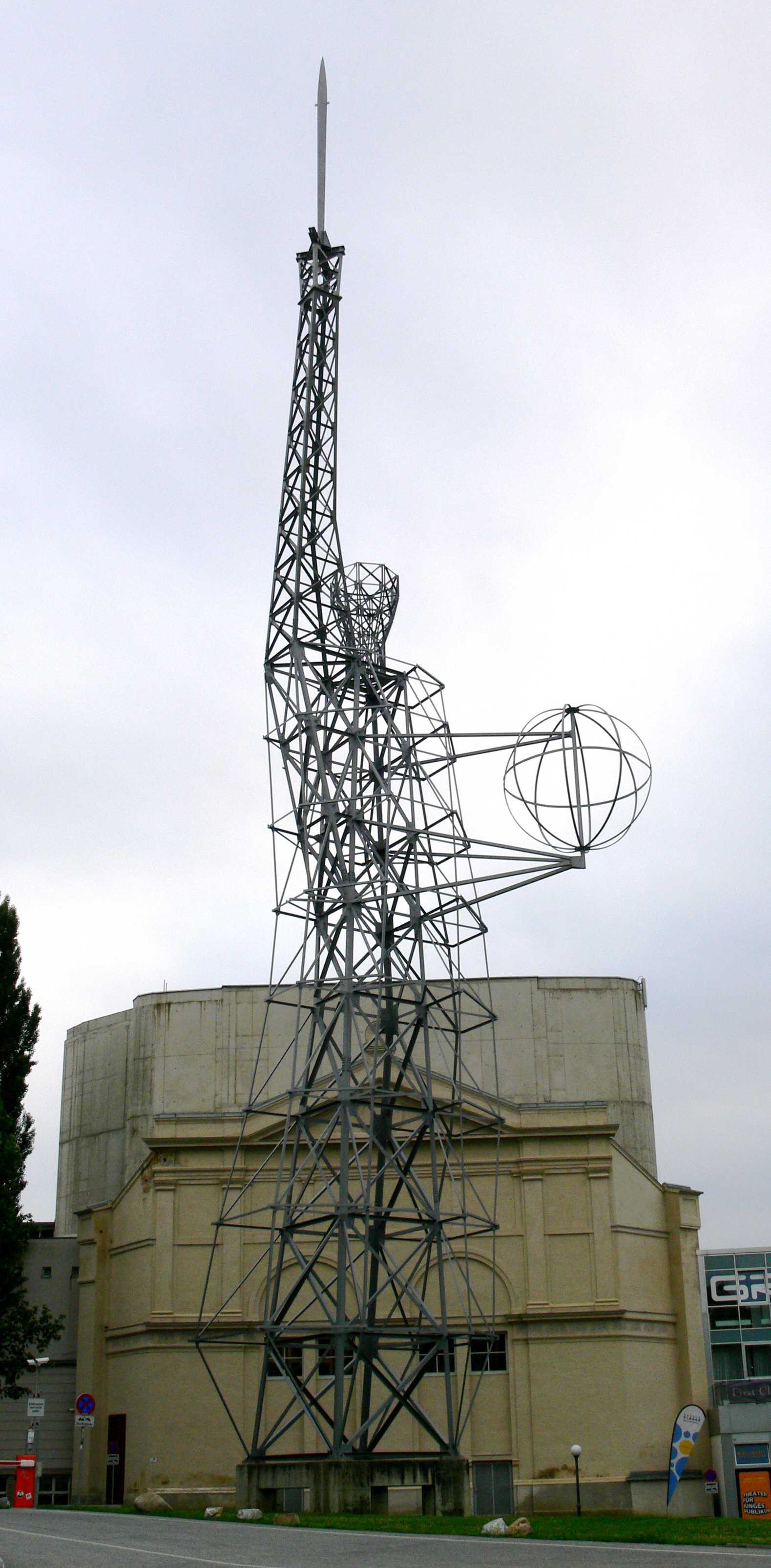
Lichtschwert in Graz